# Prix de la jeune sculpture
Le Prix de la jeune sculpture est un prix triennal décerné par la Communauté française de Belgique, et organisé par le musée en plein air du Sart Tilman et le Centre wallon d'art contemporain "La Châtaigneraie" à Flémalle.
Fondé en 1991, le prix récompense des sculpteurs, actifs dans l'espace de la Communauté française de Belgique Wallonie-Bruxelles, âgés de moins de 40 ans, sur base d'un dossier de sélection et d'une exposition d'œuvres (de grand ou de petit format). 
L'attribution du prix fait l'objet d'une exposition, dans le parc du château de Colonster à Liège (1991, 1994, 1997, 2002, 2005, 2008, 2017), dans le parc de Gembloux Agro-Bio Tech (2011, 2014), dans le quartier Agora du campus du Sart Tilman (2020, 2023) pour les oeuvres de grand format, et à "La Châtaigneraie" à Flémalle pour les oeuvres de petit format.

## Artistes lauréats
- 1991 : Émile Desmedt.
- 1994 : Robin Vokaer.
- 1997 : Alain De Clerck et Valère le Dourner.
- 2002 : Patricia Kaiser et Élodie Antoine.
- 2005 : Ronald Dagonnier et Cathy Weyders, Frédéric Gaillard.
- 2008 : Frédéric Gaillard et Antoine Van Impe ; prix du public : Axelle Remeaud et Audrey Frugier.
- 2011 : Isabelle Copet et Ludovic Demarche ; prix du public : Philippe Tasiaux et Isabelle Copet.
- 2014 : Olivier Bovy et Laurent Trezegnies ; prix du public : Julien Haenen, Laurianne Seux et Jonathan De Winter.
- 2017 : Eva Evrard et Mostafa Saifi Rahmouni.
- 2020 : Jean-Philippe Tromme et Maxence Mathieu ; prix du public : Maëlle Dufour et Maria Vita-Goral.
- 2023 : Mikail Koçak ; prix du public : Maria Vita-Goral.

## Artistes sélectionnés
- 2002[1] : Élodie Antoine, Philippe Bosquée, Constant, Damien Demelenne, Françoise Depireux, Patricia Kaiser, Coryse Kiriluk, Anneke Lauwaert, Giovanna Liradelfo-Fortunati, Martine Seguy, Robin Vokaer
- 2005[2] : Élodie Antoine, Frédéric Biesmans, Olivier Bovy, Ronald Dagonnier, Eric Delayen, Alexandre Dinant, Frédéric Gaillard, Sabine Guillaume, Delphine Jenicot, Sylvie Macias Diaz, Isabelle Rouquette, Dorothée van Biesen, Cathy Weyders
- 2008[3] : Élodie Antoine, Olivier Bovy, Maren Dubnick, Fabrice Engelspach, Amandine Farsy, Mario Ferretti, François Franceschini, Isabelle Francis, Audrey Frugier, Frédéric Gaillard, Matthieu Layeillon, Xavier Mary, Damien Petitot, Axelle Remeaud, Sylvie Ronflette, Dorothée Van Biesen, Antoine Van Impe, Robin Welter
- 2011[4] : Nadia Berriche, Frédéricque Bigonville, Olivier Bovy, Samuel Coisne, Chloé Coomans, Isabelle Copet, Alexandre Dang, Ludovic Demarche, Marion Fabien, François Franceschini, Sophie Langohr, Christophe Lecler, Laetitia Lefevre, Jonas Locht, Saiko Maeda, Romina Remno, Philippe Tasiaux, Dorothée van Biesen
- 2014[5] : Cathy Alvarez, Nadia Berriche, Olivier Bovy, Samuel Coisne, COM-1, Alexia Creusen, Jonathan De Winter, Clara Gallet, Rohan Graeffly, Julien Haenen, Alice Janne, Jonas Locht, Ludovic Menesson, Olivia Mortier, Laurianne Seux, Laurent Trezegnies, Cathy Weyders
- 2017[6] : Élodie Antoine, Sophie Bosman, Olivier Bovy, Louise Devin, Samuel D'Ippolito, Maëlle Dufour, Arnaud Eubelen, Eva Evrard, Julien Haenen, Sofhie Mavroudis, Ludovic Mennesson, Gérard Meurant, Olivia Mortier, Marie Sage, Mostafa Saifi Rahmouni, Cléo Totti, Laurent Trezegnies, Jean Tromme, Nelly Van Oost
- 2020[7] : Benoît Bastin, Aurélie Bay, Aurélie Belair, Emilia Bellon, Sophie Bosman, Charlotte Bricault, Eva De Chabaneix, Samuel D’Ippolito, Maëlle Dufour, Collectif Endless House, Arnaud Eubelen, Pauline François, Naomi Gillon, Julien Haenen, Mikail Koçak, Alice Leens, Gabrielle Lerch, Maxence Mathieu, Ludovic Mennesson, Romina Remmo, Marie Sage, Cléo Totti, Laurent Trezegnies, Jean-Philippe Tromme, Athanasia Vidali-Soula, Maria Vita Goral
- 2023[8] :  Karine Assima, Benoit Bastin, Priscilla Beccari, Charlotte Bricault, Elisabeth Creusen, (Alexis Deconinck), Jacques Di Piazza, Camille Feldmann & Roberta Sucato, Julien Haenen, Eden Hecht, (Benoît Jacquemin), Mikail Koçak, Julie Percillier, M. Eugène Pereira Tamayo, Alexandre Pirson, David Poret, Mathilde Quewet Maxime Van Roy, Maria Vita Goral